# Земская почта Новгородского уезда
Зе́мская по́чта Новгоро́дского уе́зда — земская почта, организованная земской управой Новгородского уезда Новгородской губернии. Земская почта Новгородского уезда существовала с 1867 года. В уезде выпускались собственные земские почтовые марки.

## История почты
Новгородская уездная земская почта была открыта 01 января 1867 года. С 01 января 1868 года помимо простых почтовых отправлений стали приниматься денежные почтовые отправления. Первоначально почтовые отправления отправлялись из Новгорода по Псковскому шоссе в юго-западную часть уезда два раза в неделю. С открытием Старорусской железной дороги они доставлялись по железной дороге до станции Шимск. Для оплаты доставки корреспонденции были введены собственные земские почтовые марки. С 1907 года пересылка простых писем, бандеролей, газет и журналов стала бесплатной.

## Выпуски марок
Пересылка частных почтовых отправлений оплачивалась земскими почтовыми марками номиналом 3 копейки, с 1870 года — номиналом 5 копеек. До 1887 года марки печатались в губернской типографии и в частных типографиях, в 1887—1889 годах — в самой управе посредством ручного штампа. В 1889 году были выпущены многоцветные марки. На всех марках был изображён герб Новгорода.

## Гашение марок
Марки гасились чернилами (перечёркиванием), а с 1884 года — штемпелями..